# شویچی گوندا
شویچی گوندا (به انگلیسی: Shuichi Gonda) بازیکن فوتبال اهل ژاپن در پست دروازه‌بان که در باشگاه فوتبال شیمیزو اس-پالس بازی می‌کند.
وی عضو تیم ملی فوتبال ژاپن است که در تاریخ ۰۶ ژانویه ۲۰۱۰ میلادی اولین بازی ملی‌اش را انجام داد. او در ۱ بازی ملی حضور داشت و آخرین بازی ملی خود را در تاریخ ۶ ژانویه ۲۰۱۰ میلادی انجام داد. شویچی گوندا در بازی‌های ملی‌اش گلی به ثمر نرساند.